# Very Bad Things
Pour plus de détails, voir Fiche technique et Distribution.
Very Bad Things ou Mauvaise Conduite au Québec est un film américain écrit et réalisé par Peter Berg et sorti en 1998. Il s'agit du premier long métrage réalisé par l'acteur.

## Synopsis
Laura et Kyle sont fiancés et en pleine préparation d'un mariage qui se doit d'être parfait aux yeux de Laura. Kyle et ses amis, Robert Boyd, Michael et Adam Berkow, et Charles Moore, font une virée à Las Vegas pour enterrer sa vie de garçon, avec alcool, drogue et prostituée. Mais Michael tue accidentellement la prostituée et quand le garde de sécurité de l'hôtel, alerté par le bruit, découvre le corps, Robert le tue à son tour. Celui-ci prend alors les opérations en main et réussit à convaincre les autres d'enterrer les deux corps dans le désert. Le plan se déroule parfaitement mais, peu après, Adam est très proche de craquer et d'aller tout avouer à la police. Lors de la répétition du mariage, Adam et Michael ont une violente confrontation qui se termine par la mort accidentelle d'Adam. Mais, avant de mourir à l'hôpital, Adam murmure quelque chose à l'oreille de Lois, sa femme.
Lois réunit les amis de son mari afin qu'ils lui disent ce qui s'est passé à Las Vegas et Kyle invente une histoire selon laquelle Adam aurait couché avec une prostituée. Mais Robert suspecte que Lois ne l'a pas cru et décide de l'éliminer elle aussi. Après une violente bagarre, il la tue et fait venir Michael chez elle en lui disant qu'elle veut le voir. Robert le tue à son tour et met en place un scénario selon lequel Michael a tué Adam car il était amoureux de Lois et a tué celle-ci avant de se suicider quand elle l'a rejeté. Kyle et Laura reçoivent la garde des deux insupportables fils d'Adam et Lois ainsi qu'un héritage dérisoire. Kyle avoue à Laura tout ce qui s'est passé mais Laura lui dit de garder le silence et insiste pour que le mariage ait lieu comme prévu.
Le jour de la cérémonie, Robert demande à Kyle sa part de l'assurance-vie d'Adam. Kyle refuse et un combat éclate entre les deux hommes. Laura intervient et écrase le visage de Robert avec un portemanteau, le laissant pour mort. Au moment crucial du mariage, il s'avère que Robert avait les alliances sur lui et Charles part les chercher. Robert, qui n'était pas mort, s'apprête à entrer dans la salle de mariage quand Moore le fait chuter dans les escaliers en ouvrant la porte. Robert succombe et Charles récupère les alliances. La cérémonie achevée, Laura demande à Kyle d'aller enterrer Robert dans le désert et de se débarrasser de Charles (et de son chien) par la même occasion. Kyle ne peut finalement pas s'y résoudre mais, sur le chemin du retour, ils ont un accident de voiture. Kyle, Charles et son chien survivent mais sont tous trois gravement handicapés et Laura, forcée de s'occuper d'eux ainsi que des deux fils d'Adam et Lois, craque nerveusement, son rêve du mariage parfait s'étant transformé en cauchemar.

## Fiche technique
- Titre original : Very Bad Things
- Titre québécois : Mauvaise Conduite
- Réalisation : Peter Berg
- Scénario : Peter Berg
- Décors : Dina Lipton
- Costumes : Terry Dresbach
- Photographie : David Hennings
- Montage : Dan Lebental
- Musique : Stewart Copeland
- Production : Cindy Cowan, Diane Nabatoff, Michael Schiffer
- Société de production : Interscope Communications
- Société de distribution : PolyGram Filmed Entertainment, Société nouvelle de distribution
- Budget : 10 000 000 $[1] – 30 000 000 $[2]
- Pays de production :  États-Unis
- Langue originale : anglais
- Format : couleurs — 1,85:1 — Dolby Digital — 35 mm
- Genre : comédie noire
- Durée : 100 minutes
- Dates de sortie : 
  - France : 11 septembre 1998 (festival de Deauville)
  - Canada : 11 septembre 1998 (festival de Toronto)
  - États-Unis : 25 novembre 1998
  - France, Belgique : 17 février 1999
- Classification[3] :
  - États-Unis : R (pour la violence, la sexualité, l'usage de drogue et le langage)
  - France : interdit aux moins de 12 ans

## Distribution
- Jon Favreau (VF : Pascal Germain ; VQ : François Godin) : Kyle Fisher
- Christian Slater (VF : Michel Dodane ; VQ : Gilbert Lachance) : Robert Boyd
- Cameron Diaz (VF : Barbara Tissier ; VQ : Camille Cyr-Desmarais) : Laura Garrety
- Daniel Stern (VF : Jean-Luc Kayser ; VQ : Pierre Auger) : Adam Berkow
- Jeremy Piven (VF : Marc Saez ; VQ : Daniel Picard) : Michael Berkow
- Leland Orser (VF : Jacques Albaret) : Charles Moore
- Jeanne Tripplehorn (VF : Virginie Ogouz ; VQ : Hélène Mondoux) : Lois Berkow
- Kobe Tai (VF : Marie-Frédérique Habert ; VQ : Christine Bellier) : Tina, la prostituée de Las Vegas
- Byrne Piven : le rabbin

Sources doublage : VoxoFilm (VF) et doublage.qc.ca (VQ)

## Production

### Choix des interprètes
Adam Sandler devait initialement incarner le rôle Michael Berkow, mais il est occupé par Waterboy (1998). C'est finalement Jeremy Piven qui l'interprète. Son père Byrne Piven tient également un petit rôle.

### Tournage
Le tournage a lieu à Los Angeles (Fairfax), Santa Clarita, Valencia et Las Vegas.

## Accueil
Il recueille seulement 44 % de critiques positives, avec un score moyen de 5,6/10 et sur 50 critiques collectées, sur le site internet Rotten Tomatoes. Les critiques sont partagés, aussi bien en France qu'aux États-Unis, sur ce film qui, d'après sa définition par Cinopsis est « noir, cynique et jusqu'au boutiste » et « le type même de film qui plaira à certains et irritera une grande majorité » car « à prendre absolument au second degré sous peine de rejet ». Le Figaroscope évoque un film empli d'humour noir et de rythme avec « des dialogues percutants », Le Nouvel Observateur « une comédie macabre mais souvent drôle », Le Parisien « un remède de cheval contre les comédies sirupeuses », Libération un film « gentiment fréquentable », Le Monde « un film médiocre », et Télérama un film « ni plausible, ni franchement délirant ».
Le film a rapporté environ 21 000 000 $ au box-office mondial, dont 9 898 412 $ aux États-Unis. Il a réalisé 645 171 entrées en France, 57 677 en Suisse et 20 363 en Belgique.